# August Freund (Chemiker)

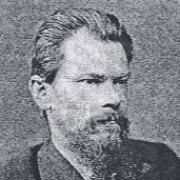
Porträt von August Freund (1835–1892)

August Freund (* 30. Juli 1835 in Kenti, Galizien; † 28. Februar 1892 in Lemberg) war ein galizischer Chemiker.
Er lernte zunächst Apothekergehilfe und studierte ab 1856 Pharmazie in Lemberg. Nachdem er 1858 seinen Abschluss gemacht hatte, war er ab dem Folgejahr Assistent bei Leopold von Pebal und legte 1860 die Lehramtsprüfung in Physik und Chemie ab. 1861 wurde er Realschullehrer (Professor) im polnischen Tarnopol und 1869 in Lemberg. Mit seinen nebenbei durchgeführten chemischen Arbeiten wurde er 1871 als Externer an der Universität Leipzig im Fach Chemie zum Doktor der Philosophie promoviert (Über die Produkte der sauren Gährung von Waizenkleie). 1872 wurde er ordentlicher Professor für Chemie am Polytechnikum in Lemberg, dessen Dekan er später auch war.
Er arbeitete auf dem Gebiet der organischen Chemie zu Gärung, Naphtha und Ketonsynthesen, entdeckte das Trimethylen (Cyclopropan), erweiterte im Rahmen seiner Trimethylenforschungen die Kenntnisse über ungesättigte Kohlenwasserstoffe und entwickelte 1881 die nach ihm benannte Cyclopropansynthese (Freund-Reaktion, Cyclisierung von 1,3-Dibrompropan unter Natrium-Einwirkung).

## Veröffentlichungen
- Über die Produkte der sauren Gährung von Waizenkleie. Dissertation. Universität Leipzig, 1871.
- Ueber vermeintliches Vorkommen von Trimethycarbinol unter den Producten der alkoholischen Gärung und eine vortheilhafte Darstellungsweise dieses Alkohols. In: Journal für praktische Chemie. Reihe 2, Band 12, 1875, S. 25–38.
- Über die Natur der Ketone. In: Journal für praktische Chemie. Band 62, 1861, S. 214–231. (online)
- Beiträge zur Kenntnisse der phenylschwefligen und der Phenylschwefelsäure. In: Liebigs Annalen. Band 120, 1861, S. 76–89. (online)
- Über die Bildung und Darstellung von Trimethylenalkohol aus Glycerin. In: Monatshefte für Chemie. Band 2, 1881, S. 636–641.
- Grundriß der Chemie für die Benutzung an Gymnasien. Lemberg 1881. (polnisch)
- Ueber Trimethylene. In: Monatshefte für Chemie und verwandte Theile anderer Wissenschaften. Band 3, 1882, S. 625–635.